# 劉裕堅
劉 裕堅（ラウ・ユーキン、りゅう ゆうけん、1986年5月24日 −）は、香港の野球選手（投手）。右投右打。
香港代表の若手投手。2007年北京オリンピックアジア予選一次リーグにも出場、タイ戦に先発登板した。